# Gonzalo Plata
Gonzalo Plata, né le 1er novembre 2000 à Guayaquil en Équateur, est un footballeur international équatorien. Il joue au poste d'ailier au CR Flamengo.

## Biographie

### En club
Gonzalo Plata est formé à l'Independiente del Valle. Avec l'équipe des moins de 20 ans, il atteint la finale de la Copa Libertadores junior en 2018. Il inscrit un but en demi-finale face au club argentin du CA River Plate. L'Independiente del Valle s'incline en finale face au club uruguayen du Nacional.
Il passe pro lors de la saison 2018-2019. En juillet 2019, il s'exile en Europe et signe en faveur du Sporting Clube de Portugal. Le 31 août 2019, il joue son premier match dans le championnat du Portugal, contre le club du Rio Ave (défaite 2-3).

### En sélection
Avec les moins de 20 ans, il participe au championnat sud-américain des moins de 20 ans en 2019. Lors de cette compétition organisée au Chili, il est titulaire et joue neuf matchs. Il s'illustre en délivrant trois passes décisives, contre l'Argentine, la Colombie, et le Venezuela. Avec un total de six victoires, un nul et deux défaites, l'Équateur remporte le tournoi.
Cette performance lui permet de disputer quelques mois plus tard la Coupe du monde des moins de 20 ans, qui se déroule en Pologne. Lors du mondial junior, il est de nouveau titulaire et joue sept matchs. Il se met en évidence en inscrivant deux buts : un but en phase de poule contre le Mexique, puis un autre en huitièmes de finale face à l'Uruguay. L'Équateur termine troisième du mondial.
Le 6 septembre 2019, il fait ses débuts avec l'équipe d'Équateur A, lors d'un match amical contre le Pérou. Il commence la rencontre comme titulaire, mais, blessé dans le temps additionnel, il est remplacé par Leonardo Campana. Les Équatoriens s'imposent sur le score de 1-0. Cinq jours plus tard, il joue son second match avec la sélection, lors d'une rencontre amicale face à la Bolivie. Il se met en évidence en inscrivant un but et en délivrant une passe décisive, avec à la clé une victoire 3-0.
Le 14 novembre 2022, il est sélectionné par Gustavo Alfaro pour participer à la Coupe du monde 2022.

## Statistiques

### En sélection nationale
| Saison                | Sélection             | Phases finales        | Phases finales | Phases finales | Phases finales | Éliminatoires CDM | Éliminatoires CDM | Éliminatoires CDM | Matchs amicaux | Matchs amicaux | Matchs amicaux | Total | Total | Total |
| Saison                | Sélection             | Compétition           | M              | B              | Pd             | M                 | B                 | Pd                | M              | B              | Pd             | M     | B     | Pd    |
| --------------------- | --------------------- | --------------------- | -------------- | -------------- | -------------- | ----------------- | ----------------- | ----------------- | -------------- | -------------- | -------------- | ----- | ----- | ----- |
| 2019-2020             | Équateur              | -                     | -              | -              | -              | -                 | -                 | -                 | 4              | 1              | 0              | 4     | 1     | 0     |
| 2020-2021             | Équateur              | Copa América 2021     | 4              | 1              | 0              | 5                 | 3                 | 0                 | 1              | 0              | 0              | 10    | 4     | 0     |
| 2021-2022             | Équateur              | -                     | -              | -              | -              | 11                | 0                 | 2                 | 3              | 0              | 0              | 14    | 0     | 2     |
| 2022-2023             | Équateur              | Coupe du monde 2022   | 3              | 0              | 0              | -                 | -                 | -                 | 3              | 0              | 1              | 6     | 0     | 1     |
| 2023-2024             | Équateur              | Copa América 2024     | -              | -              | -              | 1                 | 0                 | 0                 | 2              | 1              | 0              | 3     | 1     | 0     |
| 2024-2025             | Équateur              | -                     | -              | -              | -              | 5                 | 2                 | 0                 | -              | -              | -              | 5     | 2     | 0     |
| Total sur la carrière | Total sur la carrière | Total sur la carrière | 7              | 1              | 0              | 22                | 5                 | 2                 | 13             | 2              | 1              | 42    | 8     | 3     |

## Palmarès

### En équipe nationale
- Vainqueur du championnat sud-américain des moins de 20 ans en 2019 avec l'équipe d'Équateur des moins de 20 ans

### En club
- Finaliste de la Copa Libertadores des moins de 20 ans en 2018 avec l'Independiente del Valle